# Hydrellia ainsworthi
Hydrellia ainsworthi är en tvåvingeart som beskrevs av Deonier 1971. Hydrellia ainsworthi ingår i släktet Hydrellia och familjen vattenflugor. Inga underarter finns listade i Catalogue of Life.